# Lonesome Tears in My Eyes
Lonesome Tears in My Eyes est une chanson écrite par Johnny Burnette, Dorsey Burnette, Paul Burlison (en) et Al Mortimer (en). Elle a d'abord été publiée par Johnny Burnette and The Rock and Roll Trio (en) en mars 1957.

## Reprises

### The Beatles
Pistes inédites de Live at the BBC
Sweet Little Sixteen Nothin' Shakin'
Le 10 juillet 1963, les Beatles enregistrent Lonesome Tears in My Eyes en direct des studios de la BBC pour leur émission radio Pop Go the Beatles (en) du 23 juillet. Cet enregistrement est commercialisé en 1994 sur l'album Live at the BBC.
John Lennon présente ainsi la chanson :

« C'est une chanson de Dorsey Burnette, le frère de Johnny Burnette, appelée Lonesome Tears in My Eyes, gravée sur notre tout premier album, en 1822 ! »

Le riff de guitare final de leur propre chanson The Ballad of John and Yoko a été inspiré par le riff d'intro de Lonesome Tears in My Eyes.

#### Personnel
- John Lennon – chant, guitare rythmique
- Paul McCartney – basse
- George Harrison – guitare solo
- Ringo Starr – batterie

### Autres versions
D'autres artistes ont repris la chanson :
- The Crank Tones
- Los Fabulocos
- The Four Charms
- Frantic Flintstone
- The Go Getters
- Roy Kay Trio
- Sonny Rogers
- Royal Crown Revue
- Tennessee Trio
- Los Primitivos
- The Hot Shakers